# Bundesarbeitsgemeinschaft religiös begründeter Extremismus
Die Bundesarbeitsgemeinschaft religiös begründeter Extremismus e. V. (kurz BAG RelEx) ist anerkannter Träger der politischen Bildungsarbeit und der Dachverband von Trägern der Präventions- und Distanzierungs- oder Deradikalisierungsarbeit im Bereich religiös begründeter Extremismus. Die BAG RelEx wurde im November 2016 gegründet und vertritt eine Vielzahl an Trägern, Vereinen und Initiativen. Aktuell sind 37 Träger Mitglied in der BAG RelEx. Zudem besteht eine internationale Kooperationspartnerschaften mit einem Träger in Belgien.
Die BAG RelEx ist u. a. gefördert vom Bundesprogramm Demokratie Leben! des Bundesfamilienministeriums. Seit Anfang 2020 bildet die BAG RelEx zusammen mit ufuq.de und VPN das Kompetenznetzwerk "Islamistischer Extremismus" (KN:IX).

## Vorstand
Der aktuelle Vorstand wurde im Juni 2021 gewählt und setzt sich aus Derviş Hızarcı (KIgA e. V.), Leila Younis (INSIDE OUT e. V.), Silke Baer (cultures interactive e. V.), Friederike Müller (IFAK e.V.), Dženeta Isaković (Mosaik Deutschland e. V.) und Karin Meißner (FITT gGmbH) zusammen.
Ehemalige Vorstandsmitglieder sind Leila Younis (ehem. INSIDE OUT e. V.), Behnaz Bleimehl (FITT gGmbH), Thomas Mücke (VPN gGmbH), Amir Alexander Fahim (TGD e. V.), Dr. Götz Nordbruch (ufuq.de), Tobias Meilicke (ehem. TGS-H e. V.) und Samy Charchira (Die AGB e. V.).
Die Arbeit des Vorstandes wird durch eine Geschäftsstelle mit Sitz in Berlin unter der Leitung von Jamuna Oehlmann und Rüdiger José Hamm koordiniert.

## Ziele und allgemeine Tätigkeit
Die Bundesarbeitsgemeinschaft religiös begründeter Extremismus, kurz BAG RelEx, fördert und unterstützt die bundesweite Vernetzung von zivilgesellschaftlichen Akteuren, die sich für eine erfolgreiche und nachhaltige Prävention und Deradikalisierung auf dem Feld des religiös begründeten Extremismus engagieren. Die Bundesarbeitsgemeinschaft bietet eine Plattform für den Fachaustausch und unterstützt sie in der Erarbeitung und Entwicklung von Qualitätsstandards. Die BAG RelEx vertritt die Interessen der zivilgesellschaftlichen Akteure in der Präventions- und Deradikalisierungsarbeit gegenüber Politik, Wissenschaft und Verwaltung und bringt deren Erfahrungen und Perspektiven in die fachwissenschaftliche und politische Debatte ein. Die BAG RelEx informiert Ratsuchende und Interessierte im Themenfeld und vermittelt Ansprechpartner vor Ort.
Die BAG RelEx versteht sich als Plattform und Schnittstelle zwischen zivilgesellschaftlichen Akteuren, Politik und Öffentlichkeit. Sie möchte den fachlichen Austausch fördern, Inhalte und Methoden optimieren, Qualitätsstandards in der Präventions- und Ausstiegsarbeit weiterentwickeln und damit das Engagement der Mitgliedsorganisationen gegen religiös begründeten Extremismus stärken. Durch Angebote für eine weitere Öffentlichkeit fördert sich ein Bewusstsein für die Notwendigkeit des zivilgesellschaftlichen Engagements gegen religiös begründeten Extremismus.
Auf der Website der BAG RelEx werden sowohl eigene Veranstaltungen beworben, wie auch die von Mitgliedsorganisationen.

## Mitgliedsorganisationen
Aktuell hat die BAG RelEx 37 Mitgliedsorganisationen:
- Agentur für partizipative Integration gUG (API)
- Aktion Courage e. V.
- Aktion Gemeinwesen und Beratung e. V. (AGB)
- Akzeptanz, Vertrauen, Perspektive e. V. (AVP)
- Arbeitsgemeinschaft Kinder- und Jugendschutz Hamburg e. V. (ajs)
- basis & woge e. V.
- beRATen e. V. – Verein für jugend- und familienpädagogische Beratung Niedersachsen
- Cultures Interactive e. V.
- Christliches Jugenddorfwerk Deutschlands e. V. – CJD Nord
- FITT-Institut für Technologietransfer an der Hochschule für Technik und Wirtschaft des Saarlandes gGmbH
- Gesicht Zeigen! e. V.
- Grüner Vogel e. V.
- Hallesche Jugendwerkstatt gGmbH
- HennaMond e. V.
- Verein für multikulturelle Kinder- und Jugendhilfe – Migrationsarbeit (IFAK e. V.)
- INSIDE OUT e. V.
- Interdisziplinäre Zentrum für Radikalisierungsprävention und Demokratieförderung e. V. (IZRD)
- Jugendbildungs- und Sozialwerk Goethe e. V. (JuBiGo)
- Jugendstiftung Baden-Württemberg
- Kreuzberger Initiative gegen Antisemitismus e. V. (KIgA)
- Landesarbeitsgemeinschaft Mobile Jugendarbeit / Streetwork Baden-Württemberg e. V. (LAG)
- Verein für Lebensorientierung (LeO e. V.)
- Mosaik Deutschland e. V.
- Multikulturelles Forum e. V.
- RAA Berlin e. V.
- Rat muslimischer Studierender und Akademiker e. V. (RAMSA)
- RE/init e. V.
- Ruhrwerkstatt Kultur-Arbeit im Revier e. V.
- Sozialdienst muslimischer Frauen e. V. (SmF)
- Stuttgarter Jugendhaus gGmbH
- Türkische Gemeinde Deutschland e. V. (TGD)
- Türkische Gemeinde In Schleswig-Holstein e. V. (TGS-H)
- ufuq.de
- Verein zur Förderung akzeptierender Jugendarbeit (VAJA e.V.)
- Vereinigung Pestalozzi gGmbH
- Violence Prevention Network gGmbH (VPN)
- Zentralrat der Muslime in Deutschland e. V. (ZMD)

(Stand August 2024)

## Publikationen

### Herausgeberschaft
- Zivilgesellschaftliche Präventionsarbeit im Themenfeld religiös begründeter Extremismus - BAG RelEx, 2017.
- Herausforderungen online & Jenseits des Salafismus, Ligante. Fachdebatten aus der Präventionsarbeit, #1, 2018.
- 'Für Volk und Glaube?' Die extreme Rechte und religiös begründeter Extremismus, Ligante. Fachdebatten aus der Präventionsarbeit, #2, 2019.
- Standards für das zivilgesellschaftliche Engagement gegen religiös begründeten Extremismus, Ligante. Fachdebatten aus der Präventionsarbeit, Sonderausgabe 1, 2019.
- Radikalisierungsfaktor soziale Ungleichheit?, Ligante. Fachdebatten aus der Präventionsarbeit, #3, 2020.
- Zur Sicherheit: Prävention?, Ligante. Fachdebatten aus der Präventionsarbeit, #4, 2021.
- Radikalisierungsprävention und Polarisierung, Ligante. Fachdebatten aus der Präventionsarbeit, #5, 2022.
- Radikalisierung als Bewältigungsstrategie?, Ligante. Fachdebatten aus der Präventionsarbeit #6, 2023.
- Rahmenbedingungen und Standards für gelingende Onlineprävention. Ligante. Fachdebatten aus der Präventionsarbeit, Sonderausgabe 2, 2023.

(Quelle)

### Weitere Publikationen
- Hamm, J. R. & Oehlmann, J. (2020). Was tun gegen religiös begründeten Extremismus? In Friedrich-Ebert-Stiftung (Hrsg.), Schriftenreihe innere Sicherheit, 4.[18]
- KN:IX Report 2020 – Herausforderungen, Bedarfe und Trends im Themenfeld, Hrsg. im Rahmen von KN:IX, 2020.[19]
- KN:IX Report 2021 – Herausforderungen, Bedarfe und Trends im Themenfeld, Hrsg. im Rahmen von KN:IX, 2021.[20]
- KN:IX Repor 2022 – Herausforderungen, Bedarfe und Trends im Themenfeld, Hrsg. im Rahmen von KN:IX, 2022.[21]
- KN:IX Report 2023 – Herausforderungen, Bedarfe und Trends im Themenfeld, Hrsg. im Rahmen von KN:IX, 2023.